# Year of the Dog...Again
Year of the Dog...Again – szósty album amerykańskiego rapera DMX-a, pierwszy, który nie zadebiutował na pierwszym miejscu na liście Billboardu. Wydany w Wielkiej Brytanii 31 lipca 2006 roku zaś w USA 1 września 2006 roku. Album ten zapowiadany był przez dwa single: "Lord, Give Me a Sign" oraz "We in Here". Jako singel wydany został też "Come Thru’ (Move)". Według zawartego na dodatkowym DVD materiału, na powstanie albumu duży wpływ miał Mase, który przekonał DMX-a, żeby powrócił na scenę hip-hopową.
Płyta miała początkowo nazywać się Here We Go Again, jednak po tym, jak DMX rozwiązał kontrakt z Def Jam Recordings i podpisał z Sony, nazwa została zmieniona na "Year of the Dog Again". Pod nazwą Here We Go Again został wydany bootleg.
Album zadebiutował na drugim miejscu listy Billboard 200 i na pierwszym Rap Charts. W pierwszym tygodniu został sprzedany w 126 tysiącach egzemplarzy. Od wejścia na pierwsze miejsce listy Billboard 200, dzieliło go 2000 kopii.
Lord Give Me a Sign jest głównym utworem słyszanym w Soul of a Man.

## Lista utworów
| #  | Tytuł                        | Autor(zy)                                                             | Producenci                  | Występujący                  | Długość |
| -- | ---------------------------- | --------------------------------------------------------------------- | --------------------------- | ---------------------------- | ------- |
| 1  | "Intro"                      | E. Simmons, D. Blackmon                                               | Dame Grease                 | DMX                          | 1:32    |
| 2  | "We in Here"                 | E. Simmons, K. Dean, J. Dean                                          | Swizz Beatz                 | DMX, Swizz Beatz             | 3:54    |
| 3  | "I Run Shit"                 | E. Simmons, K. Dean, D. Joyner                                        | Swizz Beatz                 | DMX, Big Stan                | 3:56    |
| 4  | "Come Thru’ (Move)"          | E. Simmons, K. Dean, T. Smith                                         | Swizz Beatz                 | DMX, Busta Rhymes            | 3:42    |
| 5  | "It's Personal"              | E. Simmons, J. Phillips, D. Styles, E. Serrano, F. Crumm              | The Tuneheadz               | DMX, Styles P, Jadakiss      | 3:44    |
| 6  | "Baby Motha"                 | E. Simmons, K. Dean, F. Pilate                                        | Swizz Beatz                 | DMX                          | 4:41    |
| 7  | "Dog Love"                   | E. Simmons, C. Elliott, E. Timmos, A. Rodgers, S. Garrett, C. Magness | Chad Elliot & Eddie Timmons | DMX, Janyce, Amerie          | 3:42    |
| 8  | "Wrong or Right (I'm Tired)" | E. Simmons, C. Sanford, H. Rubinstein, A. Parrino                     | Elite                       | DMX, Bazaar Royale           | 5:24    |
| 9  | "Give ’em What They Want"    | E. Simmons, S. Storch                                                 | Scott Storch                | DMX                          | 2:46    |
| 10 | "Walk These Dogs"            | E. Simmons, D. Blackmon, E. Lomax, L. Bell, C. James                  | Dame Grease                 | DMX, Kashmir                 | 2:56    |
| 11 | "Blown Away"                 | E. Simmons, S. Odom, P. Gallo, S. Mcdonald                            | Devine Bars                 | DMX, Janyce, Jinx            | 4:02    |
| 12 | "Goodbye"                    | E. Simmons, B. Palmer, S. Moore, L. Wilson                            | Da Gutta Fam                | DMX                          | 4:50    |
| 13 | "Life Be My Song"            | E. Simmons, D. Blackmon                                               | Dame Grease                 | DMX                          | 4:02    |
| 14 | "The Prayer VI"              | E. Simmons                                                            |                             | DMX                          | 1:30    |
| 15 | "Lord, Give Me a Sign"       | E. Simmons, S. Storch                                                 | Scott Storch                | DMX                          | 3:28    |
| 16 | "Year of the Dog...Again"    |                                                                       |                             | DMX                          |         |
| 16 | "Who Dat"                    | E. Simmons, D. Blackmon, E. Lomax, S. Odom, D. Joyner                 | Dame Grease                 | DMX, Kashmir, Jinx, Big Stan | 4:45    |
| 17 | "Pump Ya Fist"               | E. Simmons, K. Dean                                                   | Swizz Beatz                 | DMX, Swizz Beatz             | 4:34    |

## Sample
- "We in Here" – "Nobody but You babe", wykonane przez Clarence Reid i sample z "Nobody's butt but yours babe" nagrane przez Blowfly
- "Baby Motha" – "(Let Me Put) Love on Your Mind" wykonane przez Con Funk Shun
- "Dog Love" – "Innocent Side" (S. Gabrett/C. Magness)
- "Walk These Dogs" – "Set Me Free" wykonane przez Teddy Pendegrass
- "Blown Away" – "Light from a Distant Shore" i "Fallen Flowers" wykonane przez Hollie Smith

## Dodatki
- Dodatkowe DVD (Limitowana edycja)
- "Who Dat" (featuring Jinx, Big Stan & Kashmir) (UK, Jp)
- "Pump Ya Fist" (featuring Swizz Beatz) (Jp)